# Liste de séries télévisées basées sur l'univers DC Comics
Ci-dessous est une liste de séries télévisées basées sur les propriétés de DC Comics. Cette liste comprend les séries et les séries animée.

## Live-action
| Titre                                               | Année          | Saisons    | Nombre d'épisodes            | Chaîne                                                | Ref     |
| Terminé                                             | Terminé        | Terminé    | Terminé                      | Terminé                                               | Terminé |
| --------------------------------------------------- | -------------- | ---------- | ---------------------------- | ----------------------------------------------------- | ------- |
| Les Aventures de Superman                           | 1952 - 1958    | 6 saisons  | 104 épisodes                 | Syndication                                           |         |
| Batman                                              | 1966 - 1968    | 3 saisons  | 120 épisodes                 | ABC                                                   |         |
| Shazam!                                             | 1974 - 1976    | 3 saisons  | 28 épisodes                  | CBS                                                   |         |
| Wonder Woman                                        | 1975 - 1979    | 3 saisons  | 60 épisodes                  | ABC (saisons 1) CBS (saisons 2 et 3)                  |         |
| Superboy                                            | 1988 - 1992    | 4 saisons  | 100 épisodes                 | Syndication                                           |         |
| Swamp Thing: The Series                             | 1990 - 1993    | 3 saisons  | 72 épisodes                  | USA Network                                           |         |
| The Flash                                           | 1990 - 1991    | 1 saison   | 22 épisodes                  | CBS                                                   |         |
| Human Target                                        | 1992           | 1 saison   | 7 épisodes                   | ABC                                                   |         |
| Loïs et Clark : Les Nouvelles Aventures de Superman | 1993 - 1997    | 4 saisons  | 88 épisodes                  | ABC                                                   |         |
| Smallville                                          | 2001 - 2010    | 10 saisons | 218 épisodes                 | The WB (saisons 1 à 5) The CW (saisons 6 à 10)        |         |
| Les Anges de la nuit                                | 2002 - 2003    | 1 saison   | 13 épisodes                  | The WB                                                |         |
| Human Target : La Cible                             | 2010 - 2011    | 2 saisons  | 25 épisodes                  | Fox et CTV                                            |         |
| Constantine (Arrowverse)                            | 2014 - 2015    | 1 saison   | 13 épisodes                  | NBC                                                   |         |
| Gotham                                              | 2014 - 2019    | 5 saisons  | 100 épisodes                 | Fox                                                   |         |
| IZombie                                             | 2015 - 2019    | 5 saisons  | 70 épisodes                  | The CW                                                |         |
| Powerless                                           | 2017           | 1 saison   | 12 (3 épisodes non diffusés) | NBC                                                   | [ 1 ]   |
| Swamp Thing                                         | 2019           | 1 saison   | 10 épisodes                  | DC Universe                                           |         |
| Preacher                                            | 2016 - 2019    | 4 saisons  | 42 épisodes                  | AMC                                                   | [ 2 ]   |
| Krypton                                             | 2018 - 2019    | 2 saisons  | 20 épisodes                  | Syfy                                                  | [ 3 ]   |
| Watchmen                                            | 2019           | 1 saison   | 9 épisodes                   | HBO                                                   |         |
| Arrow (Arrowverse)                                  | 2012 - 2020    | 8 saisons  | 170 épisodes                 | The CW                                                |         |
| Black Lightning (Arrowverse)                        | 2018 - 2021    | 4 saisons  | 58 épisodes                  | The CW                                                |         |
| Lucifer                                             | 2016 - 2021    | 6 saisons  | 93 épisodes                  | Fox (saisons 1 à 3) Netflix (saison 4 - saison 6)     |         |
| Supergirl (Arrowverse)                              | 2015 - 2021    | 6 saisons  | 126 épisodes                 | CBS (saison 1) The CW (saisons 2 à 6)                 |         |
| Batwoman (Arrowverse)                               | 2019 - 2022    | 3 saisons  | 51 épisodes                  | The CW                                                |         |
| Legends of Tomorrow (Arrowverse)                    | 2016 - 2022    | 7 saisons  | 110 épisodes                 | The CW                                                |         |
| Naomi                                               | 2022           | 1 saison   | 13 épisodes                  | The CW                                                |         |
| Pennyworth                                          | 2019 - 2022    | 3 saisons  | 30 épisodes                  | Epix (saisons 1 et 2) HBO Max (saison 3)              |         |
| Stargirl                                            | 2020 - 2022    | 3 saisons  | 39 épisodes                  | DC Universe (saison 1) The CW                         |         |
| The Flash (Arrowverse)                              | 2014 - 2023    | 9 saisons  | 173 épisodes                 | The CW                                                |         |
| Titans                                              | 2018 - 2023    | 4 saisons  | 43 épisodes                  | DC Universe (saisons 1 et 2) HBO Max (saisons 3 et 4) |         |
| Gotham Knights                                      | 2023 - 2023    | 1 saison   | 13 episodes                  | The CW                                                |         |
| Doom Patrol                                         | 2019 - 2023    | 4 saisons  | 46 épisodes                  | DC Universe (saisons 1 et 2) HBO Max (saisons 3 et 4) |         |
| Dead Boy Detectives                                 | 2024           | 1 saison   | 8 épisodes                   | Netflix                                               |         |
| Superman & Lois                                     | 2021 - 2024    | 4 saisons  | 53 épisodes                  | The CW                                                |         |
| En cours                                            |                |            |                              |                                                       |         |
| Peacemaker                                          | 2022 - présent | 1 saison   | 8 épisodes                   | HBO Max (saison 1) Max (à partir de la saison 2)      |         |
| Sandman                                             | 2022 - présent | 1 saison   | 11 épisodes                  | Netflix                                               |         |
| The Penguin                                         | 2024 - présent | 1 saison   | 8 épisodes                   | HBO                                                   |         |
| À venir                                             |                |            |                              |                                                       |         |
| Lanterns                                            | 2026           | 1 saison   | 8 épisodes                   | HBO                                                   |         |
| En développement                                    |                |            |                              |                                                       |         |
| Booster Gold                                        | NC             | NC         | NC                           | HBO Max                                               |         |
| Paradise Lost                                       | NC             | NC         | NC                           | HBO Max                                               |         |
| Waller                                              | NC             | NC         | NC                           | HBO Max                                               |         |
| Annulé                                              |                |            |                              |                                                       |         |
| The Adventures of Superpup                          | 1958           | 1 pilote   | 1 pilote                     | Aucune                                                |         |
| Aquaman                                             | 2006           | 1 pilote   | 1 pilote                     | The CW                                                |         |
| Wonder Woman                                        | 2011           | 1 pilote   | 1 pilote                     | NBC                                                   |         |
| Green Arrow and the Canaries                        | 2020           | 1 pilote   | 1 pilote                     | The CW                                                |         |
| Painkiller                                          | 2021           | 1 pilote   | 1 pilote                     | The CW                                                |         |

## Les publicités à la télévision
| Année | Commercial                                                               | Société                   | Notes                                                                     |
| ----- | ------------------------------------------------------------------------ | ------------------------- | ------------------------------------------------------------------------- |
| 1952  | Superman Kellogg's                                                       | Kellogg's                 | Huit publicités intégrées mettant en vedette George Reeves.               |
| 1974  | Annonce Batgirl pour l'égalité de rémunération dans la fonction publique | Annonce de service public | diffusée par le Département du Travail américain.                         |
| 1989  | Batman Diet Coke                                                         | Coca-Cola Light           |                                                                           |
| 1992  | Catwoman Diet Coke                                                       | Coca-Cola Light           |                                                                           |
| 1997  | Hawkman Bébé Ruth                                                        | Bébé Ruth                 | Une langue dans la joue commerciale.                                      |
| 2001  | Batman OnStar publicités                                                 | Onstar                    | Une série de six spots publicitaires à la télévision.                     |
| 2004  | Les Aventures de Seinfeld & Superman                                     | American Express          | Deux courts-métrages de publicités pour American Express.                 |
| 2006  | El Palacio de Hierro                                                     | El Palacio de Hierro      | Publicité mexicaine mettant en vedette Wonder Woman, Catwoman et Batgirl. |
| 2014  | Vai qué.)... Batman                                                      | Bradesco Seguros          | Publicité brésilienne mettant en vedette Batman et Le Joker.              |

## Série d'animation
| Titre                                          | Année          | Saisons     | Nombre d'épisodes | Société(s) de production                                                          | Chaîne                                                                    | Notes / Reférences                                                                                           |
| Terminé                                        | Terminé        | Terminé     | Terminé           | Terminé                                                                           |                                                                           | |
| ---------------------------------------------- | -------------- | ----------- | ----------------- | --------------------------------------------------------------------------------- | ------------------------------------------------------------------------- | --- |
| Les Nouvelles Aventures de Superman            | 1966 - 1970    | 4           | 68                | Filmation                                                                         | CBS                                                                       | Font partie de la franchise Les Nouvelles Aventures de Superman                                              |
| Les Aventures de Superboy                      | 1966 - 1969    | 3           | 34                | Filmation                                                                         | CBS                                                                       | Font partie de la franchise Les Nouvelles Aventures de Superman                                              |
| The Superman/Aquaman Hour of Adventure         | 1967 - 1968    | 1           | 36                | Filmation                                                                         | CBS                                                                       | Font partie de la franchise Les Nouvelles Aventures de Superman                                              |
| Aquaman                                        | 1968 - 1970    | 1           | 36                | Filmation                                                                         | CBS                                                                       | Font partie de la franchise Les Nouvelles Aventures de Superman                                              |
| The Batman/Superman Hour                       | 1968 - 1969    | 1           | 34                | Filmation                                                                         | CBS                                                                       | Font partie de la franchise Les Nouvelles Aventures de Superman                                              |
| Les Aventures de Batman                        | 1968 - 1969    | 1           | 17                | Filmation                                                                         | CBS                                                                       | Font partie de la franchise Les Nouvelles Aventures de Superman                                              |
| Le Plein de super (Super-friends)              | 1973           | 1           | 16                | Hanna-Barbera                                                                     | ABC                                                                       | Fait partie de la franchise Super Friends.                                                                   |
| Les Nouvelles Aventures de Batman              | 1977           | 1           | 16                | Filmation                                                                         | CBS                                                                       | Fait partie de la franchise Les Nouvelles Aventures de Batman.                                               |
| The All-New Super Friends Hour                 | 1977           | 1           | 15                | Hanna-Barbera                                                                     | ABC                                                                       | Fait partie de la franchise Super Friends.                                                                   |
| The Batman/Tarzan Adventure Hour               | 1977 - 1978    | 1           | 7                 | Filmation                                                                         | CBS                                                                       | Fait partie de la franchise Les Nouvelles Aventures de Batman.                                               |
| Challenge of the Super Friends                 | 1978           | 2           | 16                | Hanna-Barbera                                                                     | ABC                                                                       | Fait partie de la franchise Super Friends.                                                                   |
| The Plastic Man Comedy/Adventure Show          | 1979 - 1981    | 5           | 112               | Ruby-Spears                                                                       | ABC                                                                       | |
| The World's Greatest Super Friends             | 1979           | 1           | 8                 | Hanna-Barbera                                                                     | ABC                                                                       | Font partie de la franchise Super Friends.                                                                   |
| Super Friends                                  | 1980 - 1983    | 3           | 22                | Hanna-Barbera                                                                     | ABC                                                                       | Font partie de la franchise Super Friends.                                                                   |
| The Kid Super Power Hour with Shazam!          | 1981 - 1982    | 2           | 38                | Filmation                                                                         | NBC                                                                       | |
| Super Friends: The Legendary Super Powers Show | 1984           | 1           | 8                 | Hanna-Barbera                                                                     | ABC                                                                       | Font partie de la franchise Super Friends.                                                                   |
| The Super Powers Team: Galactic Guardians      | 1985           | 1           | 8                 | Hanna-Barbera                                                                     | ABC                                                                       | Font partie de la franchise Super Friends.                                                                   |
| Superman                                       | 1988           | 1           | 13                | Ruby-Spears                                                                       | CBS                                                                       | |
| Swamp Thing                                    | 1990 - 1991    | 1           | 5                 | DIC Entertainment                                                                 | Fox Kids                                                                  | |
| Batman : La Série Animée                       | 1992 - 1995    | 2           | 85                | Warner Bros. Animation                                                            | Fox Kids                                                                  | Fait partie du DC Animated Universe.                                                                         |
| The Superman/Batman Adventures                 | 1995 - 1997    | 1           | 24                | Filmation Hanna-Barbera                                                           | USA                                                                       | Fait partie de la franchise Les Nouvelles Aventures de Superman Fait partie de la franchise Super Friends.   |
| Superman: l'Ange de Metropolis                 | 1996 - 2000    | 4           | 54                | Warner Bros. Animation                                                            | Kids' WB                                                                  | Fait partie du DC Animated Universe.                                                                         |
| Les Nouvelles Aventures de Batman              | 1997 - 1999    | 1           | 24                | Warner Bros. Animation                                                            | Kids' WB                                                                  | Suite de Batman : La Série Animée, elle fait partie par conséquent du DC Animated Universe.                  |
| The New Batman/Superman Adventures             | 1997 - 2000    | 1           | 3                 | Warner Bros. Animation                                                            | Kids' WB                                                                  | Font partie du DC Animated Universe.                                                                         |
| Batman, la relève                              | 1999 - 2002    | 3           | 52                | Warner Bros. Animation                                                            | Kids' WB                                                                  | Font partie du DC Animated Universe.                                                                         |
| Static Shock                                   | 2000 - 2004    | 4           | 52                | Warner Bros. Animation                                                            | Kids' WB                                                                  | Font partie du DC Animated Universe.                                                                         |
| The Zeta Project                               | 2001 - 2002    | 2           | 26                | Warner Bros. Animation                                                            | Kids' WB                                                                  | Spin-off de Batman, la relève, elle fait partie par conséquent du DC Animated Universe.                      |
| La Ligue des Justiciers                        | 2001 - 2004    | 2           | 52                | Warner Bros. Animation                                                            | Cartoon Network                                                           | Fait partie du DC Animated Universe.                                                                         |
| Teen Titans                                    | 2003 - 2006    | 5           | 65                | Warner Bros. Animation                                                            | Cartoon Network Kids' WB                                                  | |
| La Nouvelle Ligue des Justiciers               | 2004 - 2006    | 3           | 39                | Warner Bros. Animation                                                            | Cartoon Network                                                           | Suite de La Ligue des Justiciers, elle fait partie par conséquent du DC Animated Universe.                   |
| Batman                                         | 2004 - 2008    | 5           | 65                | Warner Bros. Animation                                                            | Kids' WB                                                                  | |
| Krypto le superchien                           | 2              | 39          | 2005 - 2006       | Warner Bros. Animation                                                            | Cartoon Network                                                           | |
| La Légende des Super-Héros                     | 2              | 2006 - 2008 | 26                | Warner Bros. Animation                                                            | Kids' WB                                                                  | |
| Batman : L'Alliance des Héros                  | 2008 - 2011    | 3           | 65                | Warner Bros. Animation                                                            | Cartoon Network                                                           | |
| La Ligue des justiciers : Nouvelle Génération  | 2010 - 2022    | 4           | 98                | Warner Bros. Animation                                                            | Cartoon Network (saison 1 et 2) DC Universe (saison 3) HBO Max (saison 4) | Arrêtée après la saison 2 en 2013, puis renouvelée en 2018                                                   |
| Green Lantern                                  | 2011 - 2013    | 1           | 26                | Warner Bros. Animation                                                            | Cartoon Network                                                           | Fait partie de l'univers La Ligue des justiciers : Nouvelle Génération                                       |
| Prenez garde à Batman !                        | 2013 - 2014    | 1           | 26                | Warner Bros. Animation                                                            | Cartoon Network (episode 1–11) Adult Swim (episode 12–26)                 | |
| La Ligue des justiciers : Action               | 2016 - 2018    | 1           | 52                | Warner Bros. Animation                                                            | Cartoon Network                                                           | |
| DC Super Hero Girls                            | 2019 - 2021    | 2           | 78                | Warner Bros. Animation                                                            | Cartoon Network                                                           | |
| Aquaman : King of Atlantis                     | 2021           | 1           | 3                 | Atomic Monster et Warner Bros. Animation                                          | HBO Max                                                                   | Suite non canon au film Aquaman                                                                              |
| Suicide Squad Isekai                           | 2024           | 1           | 10                | Wit Studio                                                                        | Tokyo MX BS11                                                             | Anime japonais                                                                                               |
| En cours                                       |                |             |                   |                                                                                   |                                                                           | |
| Teen Titans Go!                                | 2013 - présent | 8           | 407               | Warner Bros. Animation                                                            | Cartoon Network                                                           | Une version comique plus légère de la série originale diffusée en 2003, renouvelée pour une huitième saison. |
| Harley Quinn                                   | 2019 - présent | 5           | 53                | Ehsugadee Productions (saison 1 et 2) Delicious Non-Sequitur (depuis la saison 3) | DC Universe (saison 1 et 2) HBO Max (saison 3) Max (saison 4 et 5)        | |
| Batwheels                                      | 2022 - présent | 2           | 60                | Warner Bros. Animation                                                            | Cartoon Network                                                           | Renouvelée pour une 3e saison                                                                                |
| My Adventures with Superman                    | 2023 - présent | 2           | 20                | Studio Mir                                                                        | Adult Swim                                                                | Renouvelée pour une 3e saison                                                                                |
| Kite Man: Hell Yeah!                           | 2024           | 1           | 10                | Delicious Non-Sequitur                                                            | Max                                                                       | Spin-off de la série animée Harley Quinn                                                                     |
| Batman, le justicier masqué                    | 2024           | 1           | 10                | Warner Bros. Animation                                                            | Renouvelée pour une 2de saison                                            | |
| Creature Commandos                             | 2024 - présent | 1           | 7                 | Bobbypills                                                                        | Max                                                                       | Première série animée du DCU Renouvelée pour une 2de saison                                                  |
| À venir                                        |                |             |                   |                                                                                   |                                                                           | |
| Bat-Family                                     | 2025           | 1           | 20                | Gigglebug Entertainment                                                           | Prime Vidéo                                                               | Spin-off du film d'animation Merry Little Batman                                                             |
| My Adventures with Green Lantern               | NC             | NC          | NC                | DC Studios                                                                        | NC                                                                        | Spin-off de la série animée My Adventures With Superman                                                      |
| Starfire!                                      | NC             | NC          | NC                | DC Studios                                                                        | NC                                                                        | |
| Super Powers                                   | NC             | NC          | NC                | DC Studios                                                                        | NC                                                                        | |

### Motion Comics
| Titre                          | Année     | Nombre d'épisodes | Société de Production(s) | Chaîne | Notes / Références                                     |
| ------------------------------ | --------- | ----------------- | ------------------------ | ------ | ------------------------------------------------------ |
| Vidéo De Bande Dessinée        | 1979-1981 |                   |                          |        |                                                        |
| Veilleurs: Motion Comic        | 2008      | 12 épisodes       | Cruels et Inusités Films | iTunes | Épisode pilote, puis série annulée, à 10 min de durée. |
| Batman: Noir et Blanc          | 2008      | 20 épisodes       | Warner Premiere          | iTunes | Deux saisons                                           |
| Batgirl: Year One              | 2009      | 9 épisodes        | Warner Premiere          | iTunes |                                                        |
| Batman Adventures: L'Amour Fou | 2009      | 3 épisodes        | Warner Premiere          | iTunes |                                                        |
| Superman: Red Fils             | 2009      | 12 épisodes       | Warner Premiere          | iTunes |                                                        |
| Jonah Hex                      | 2010      | 17 épisodes       | Warner Premiere          | iTunes |                                                        |

### Les Web séries, courts métrages de la série
| Titre                                        | Année           | Société(s) de production                                       | Chaîne                                | Notes / Reférences                                                                        |
| -------------------------------------------- | --------------- | -------------------------------------------------------------- | ------------------------------------- | ----------------------------------------------------------------------------------------- |
| Lobo                                         | 2000            | Lobo Online website                                            |                                       | Flash Animation. Fait partie de l'Univers Animé DC.                                       |
| Gotham Girls                                 | 2000–2002       | Noodle Soup Productions Warner Bros. Animation                 | Warner Bros. website                  | Flash Animation. Fait partie de l'Univers Animé DC.                                       |
| Zatanna                                      | Animated shorts |                                                                |                                       |                                                                                           |
| The Aquaman & Friends Action Hour            | 2003            | Wild Hare Studios                                              | CN Latin America                      | Continuité parodique de Super Friends                                                     |
| DC Nation Shorts                             | 2011–2014       | DC Nation television bloc de programmation sur Cartoon Network |                                       |                                                                                           |
| Batman Unlimited                             | 2014–2015       | YouTube (Chaîne de DC Kids)                                    |                                       |                                                                                           |
| DC Super Friends                             | 2015            | YouTube (Chaîne de DC Kids)                                    |                                       |                                                                                           |
| Justice League: Gods and Monsters Chronicles | 2015            | Warner Bros. Animation Blue Ribbon Content                     | YouTube (Machinima channel)           | Lié au film d'animation. Renouvelée pour une saison 2, mais mise en attente indéfiniment. |
| Vixen (Arrowverse)                           | 2015 - 2016     | Warner Bros. Animation                                         | The CW Seed                           | Fait partie de l'Arrowverse.                                                              |
| DC Super Hero Girls                          | 2015 –2018      | Warner Bros. Animation Blue Ribbon Content                     | YouTube (DC Super Hero Girls channel) |                                                                                           |
| Freedom Fighters: The Ray (Arrowverse)       | 2017            | Warner Bros. Animation Blue Ribbon Content                     | The CW Seed                           | Fait partie de l'Arrowverse.                                                              |
| Constantine: City of Demons                  | 2018            | Warner Bros. Animation                                         | The CW Seed                           | Fait partie de l'Arrowverse.                                                              |